# NGC 4276
NGC 4276 é uma galáxia espiral barrada (SBc) localizada na direcção da constelação de Virgo. Possui uma declinação de +07° 41' 29" e uma ascensão recta de 12 horas, 20 minutos e 07,7 segundos.